# Francisco Llano de la Encomienda
Francisco Llano de la Encomienda (Ceuta,  17 de septiembre de 1879 - Ciudad de México, 31 de diciembre de  1963) fue un militar español que alcanzó el grado de general. Participó en la guerra del Rif y en la guerra civil española, donde se mantuvo leal a la Segunda República Española. Murió en el exilio.

## Biografía

### Carrera militar
Llano de la Encomienda nació el 17 de septiembre de 1879.
Ingresó en la Academia de Infantería de Toledo el 26 de agosto de 1898, de la que saldrá con el grado de segundo teniente de infantería el 5 de abril de 1900. Combina destinos peninsulares y en Marruecos, donde interviene activamente en la guerra del Rif. Realizó dos períodos de servicio en el Marruecos español, donde su actuación fue excelente. Cuando se proclama la Segunda República se posiciona como uno de sus defensores. En 1931 fue ascendido al rango de general. Durante la etapa republicana ocupó varios puestos militares. Los líderes republicanos tenían plena confianza en Llano de la Encomienda. En febrero de 1936, tras las elecciones y el acceso al poder del Frente Popular, el gobierno republicano le nombró comandante IV División Orgánica con sede en Barcelona, a pesar de que como general de brigada no tenía el rango que correspondía a un comandante de división.
Dada la lealtad probada del general hacia el gobierno, la conspiración militar en la guarnición barcelonesa se hizo a sus espaldas; ya había advertido a sus oficiales de que personalmente se identificaba con el partido Unión Republicana (UR), aunque "si las circunstancias le obligaban a escoger entre dos movimientos extremistas, se inclinaría decididamente antes por el comunismo que por el fascismo".

### Guerra civil española
Cuando se produjo la sublevación de las guarniciones del Protectorado de Marruecos, aseguró al presidente de la generalidad, Luis Companys que no había ningún problema entre las tropas y oficiales de la guarnición de Barcelona. No obstante, los oficiales implicados en la conspiración dieron comienzo a la sublevación en las primeras horas del 19 de julio y lograron capturar varios puntos clave de la ciudad. Los rebeldes en Barcelona contaban con unos 2.000 efectivos, pero los republicanos leales contaban con el apoyo de la policía y podían disponer de 3.000 guardias civiles, 3.200 guardias de asalto y 300 Mozos de Escuadra. A pesar de lo que había dicho con anterioridad, ante la sublevación Llano de la Encomienda se mostró indeciso en cuanto a la respuesta que iba a dar a la sublevación. Continuó dando órdenes y haciendo llamadas telefónicas en un esfuerzo por cortar la revuelta, lo que causó alguna confusión entre los rebeldes. Cuando el general Manuel Goded —que se había sublevado en Baleares — llegó a Barcelona, arrestó a Llano de la Encomienda y se hizo con el mando de la IV División Orgánica. Mientras tanto los trabajadores, liderados por los anarquistas de la CNT-FAI, se unieron a las fuerzas gubernamentales, y contraatacaron al día siguiente. Después de duros combates lograron recuperar el control de toda Barcelona. Cuando la derrota les sobrevino, los militares sublevados hubieron de dejar en libertad a Llano de la Encomienda.
Sin embargo, durante los siguientes meses el general Llano de la Encomienda estuvo apartado de los puestos militares y "puesto en cuarentena", ya que —tras la ineficacia que había mostrado al intentar reprimir la intentona golpista— el gobierno dudaba de su sincera lealtad.
El 15 de noviembre de 1936 Llano de la Encomienda fue enviado a Bilbao, para dirigir a las fuerzas republicanas en la franja cantábrica que todavía era leal la República, reemplazando al capitán Francisco Ciutat de Miguel. A comienzos de 1937 fue nombrado jefe del nuevo Ejército del Norte, que cubría las provincias de Oviedo, Santander y Vizcaya. Aunque técnicamente era el comandante del Ejército del Norte, desde el comienzo fracasó en el intento de conseguir formar un mando unificado. En la realidad existían 3 agrupaciones distintas (y con poca cooperación entre ellas) que respondían más a cada territorio republicano del norte. Ciertamente, Llano de la Encomienda no tenía órdenes claras sobre cuáles eran sus verdaderas competencias, y no tardó en tener conflictos con el "Lehendakari" José Antonio Aguirre. El historiador Hugh Thomas afirma que el jefe del gobierno republicano, Francisco Largo Caballero, había dicho en privado a los nacionalistas vascos que el Ejército del Norte no existía realmente, y que él reconocía al Ejército vasco como la principal organización militar de la zona norte. Según Thomas, Llano de la Encomienda habría pasado por la humillación de preguntar si aquella afirmación era cierta. A pesar del mando teórico de Llano de la Encomienda, en numerosas ocasiones Aguirre obstruyó la cadena de mando y le arrebató el mando de las fuerzas vascas. Esto provocó agrias disputas entre ambos, y que Llano de la Encomienda se quejara repetidamente a Largo Caballero sobre la poca cooperación que ofrecía Aguirre. Aguirre, por su parte, lo calificaría como "la personificación de la incompetencia militar".
Cuando el general Mola lanzó su ofensiva sobre Vizcaya, la descoordinación de las tropas bajo su mando fueron la causa de las continuas derrotas y retiradas a pesar de la resistencia y el valor que ofrecían. La campaña fue muy dura, e incluyó el uso de artillería y aviación en grandes cantidades. Aguirre volvió a tomar el mando personalmente a comienzos de mayo, y protestó nuevamente sobre el general Llano de la Encomienda, diciendo que era incapaz de mandar un ejército. A finales de mes, dada la mala situación militar, fue sustituido por el general Gamir Ulibarri. Bilbao, sin embargo, cayó el 19 de junio.
Llano de la Encomienda permaneció en Gijón hasta el último momento, durante la caída de Asturias, cuando escapó a Francia por mar. Regresó a Barcelona, y fue sometido a un juicio en relación con sus actividades en el norte, del cual salió absuelto. Fue puesto a cargo del adiestramiento militar. En abril de 1938 no ocupaba ningún mando activo, aunque fue nombrado Inspector general de infantería. Después de la caída de Cataluña, regresó a la zona central.

### Exilio
En marzo de 1939 ante el final de la guerra, marchó al exilio, trasladándose primero a Francia y posteriormente a México, junto a otros militares republicanos en el exilio.  Allí formó parte de Acción Republicana Española (ARE), siendo Llano de la Encomienda presidente de la delegación mexicana de ARE.
Falleció en 1963 en Ciudad de México.

## Vida familiar
Fue padre de Francisco, fallecido durante la Guerra civil española, y de Luis de Llano Palmer.

### Pie de página
1. 1 2  Salvadó, 2013, p. 192.
2. ↑  «Escala general del Ejército activo.». Anuario Militar de España (1910.) (Hemeroteca Nacional de España.). 1 de enero de 1910. p. 368. Consultado el 30 de mayo de 2018.
3. 1 2 3  Puell de la Villa, F. «Francisco Llano de la Encomienda». Real Academia de la Historia. Madrid. Consultado el 28 de diciembre de 2023.
4. 1 2 3 4  Alpert, 2013, p. 340.
5. 1 2 3  Ramón Puche Maciá, 2008.
6. 1 2 3 4  Alpert, 2013, p. 62.
7. ↑  Alpert, 2013, p. 37.
8. ↑  Thomas, 1976, p. 257.
9. ↑  Thomas, 2013, p. 223.
10. ↑  Baer, 2015, p. 152.
11. ↑  Graham, 2002, p. 94.
12. ↑  Pagès i Blanch, 2013, p. 27.
13. ↑  Thomas, 1976, p. 261.
14. ↑  Graham, 2002, p. 247.
15. ↑  Alpert, 2013, p. 147.
16. ↑  Alpert, 2013, p. 81.
17. ↑  Alpert, 2013, p. 79.
18. 1 2 3  Thomas, 1976, p. 667.
19. ↑  Fernández, 2006, p. 130.
20. ↑  Redondo, 1993, p. 267.
21. 1 2  Alpert, 2013, p. 210.
22. 1 2 3  Salvadó, 2013, p. 76.
23. 1 2  Alpert, 2013, p. 80.
24. ↑  Thomas, 1976, p. 742.
25. ↑  Alpert, 2013, p. 88.
26. ↑  Heine, 1983, pp. 138-139.